# Mon piano danse
Albums de Michel Berger
Que l'amour est bizarre
(1975) Beauséjour
(1980)
Mon piano danse est le 4e album studio de Michel Berger sorti en 1976.
Cette année-là, Michel Berger a 29 ans et déjà une longue carrière derrière lui, débutée treize ans auparavant. Même si ses compositions pour des interprètes comme France Gall avec des titres comme La Déclaration d'amour, Comment lui dire ou Françoise Hardy avec Message personnel, sont couronnés de succès et lui valent d'être reconnu comme un auteur-compositeur de talent, sa carrière de chanteur ne connaît pas un succès équivalent à celui de ses interprètes.
En effet, dans les années 1970, sa carrière de chanteur est au point mort : malgré le titre Écoute la musique, qui lui a permis de connaître son premier succès commercial, les albums qu'il publie ensuite ne rencontrent pas l'audience escomptée (même si Seras-tu là ?, extrait de Que l'amour est bizarre, connaîtra un succès tardif).
L'année 1976, mis à part son mariage avec France Gall, est marquée par la sortie de son quatrième album, rythmé pour la plupart des titres (excepté Les Tramways de Carouge et de Suis ta musique où elle va).
Même avec les titres La Bonne Musique, Suis ta musique où elle va et Mon piano danse, qui deviendront des classiques de son répertoire de chanteur, son album n'obtient pas le succès escompté.
Cet album fera néanmoins le bonheur des fans de Michel Berger quelques années plus tard.

## Titres
Toutes les chansons sont écrites et composées par Michel Berger.
| 1.    | Rendez-vous sur la Cienega                                                                  | 2:55 |
| 2.    | Les Mots simples                                                                            | 2:22 |
| 3.    | Les Tramways de Carouge                                                                     | 2:40 |
| 4.    | La Bonne Musique                                                                            | 7:10 |
| 5.    | La Génération du Sergent Poivre                                                             | 2:14 |
| 6.    | Mon bébé blond                                                                              | 3:00 |
| 7.    | Tijuana Night                                                                               | 2:56 |
| 8.    | Suzanne                                                                                     | 2:43 |
| 9.    | Suis ta musique où elle va (de la comédie musicale télévisée Émilie ou la Petite Sirène 76) | 2:30 |
| 10.   | Mon piano danse                                                                             | 3:59 |
| 32:35 |                                                                                             |      |

## Crédits

### Musiciens
- Piano : Michel Berger
- Basse : Christian Padovan
- Guitare : Gérard Kawczynski
- Batterie : André Sitbon et Trevor Spencer
- Moog, piano électrique : Georges Rodi
- Percussions : Marc Chantereau
- Chœurs : Christian, Gérard, Babou[5], Chantal, Cora et les frères Michel et Georges Costa
- Cordes : Michel Bernholc, Christian Padovan, Gérard Kawczynski

### Production
- Prise de son : Jean-Pierre Janiaud assisté de Patrick Foulon
- Enregistrement : studio Gang (Paris, 5e arr.)
- Production : Michel Berger pour les éditions PEM Colline[6]
- Label : Warner Records
- Distribution : WEA Filipacchi Music